# Andreas Merz

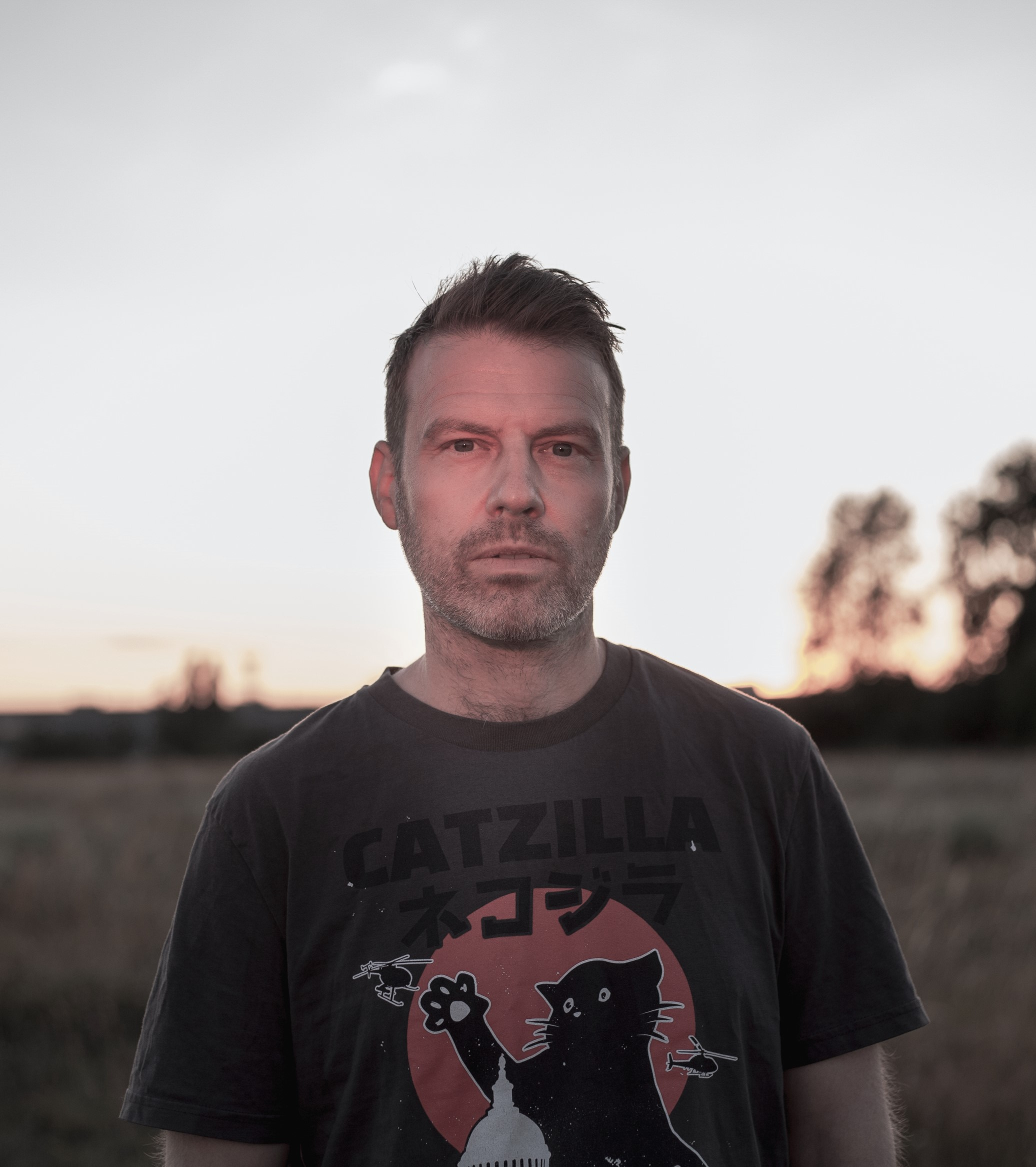
Andreas Merz (2024)

Andreas Merz (* 4. November 1980 in München) ist ein international tätiger deutscher Theaterregisseur.

## Leben
Merz wurde 1980 in München geboren, wo er Dramaturgie an der Bayerischen Theaterakademie studierte. Es folgte ein Studium der Theaterregie am Mozarteum in Salzburg, danach arbeitete er von 2006 bis 2008 als Regieassistent am Bayerischen Staatsschauspiel, unter anderem mit den Regisseuren Thomas Langhoff und Dieter Dorn. Von 2008 bis 2011 war er an der Volksbühne am Rosa-Luxemburg-Platz als Assistent Frank Castorfs tätig und realisierte dort eine Reihe eigener Projekte, ebenso in der freien Berliner Theaterszene. Als freier Theaterregisseur arbeitete er beginnend in 2010 mit dem Goethe-Institut zusammen an Inszenierungen im Ausland, vorwiegend im postsowjetischen Raum, später auch in Rumänien und Israel.
Zwei seiner Arbeiten wurden in der Kategorie beste Regie für den russischen Theaterpreis Goldene Maske nominiert, Der Jasager und der Neinsager im Jahr 2015 und Endstation Sehnsucht in 2016. Aus Protest gegen den russischen Angriffskrieg auf die Ukraine und als Reaktion auf immer stärkere staatliche Unterdrückung beschloss Merz seine Karriere in Russland nicht weiterzuführen und setzt sich seither verstärkt für die Wahrnehmung ukrainischer Stimmen im deutschsprachigen Raum ein, wie z. B. durch seine Zusammenarbeit mit den Theaterautorinnen Natalka Vorozhbyt oder Kateryna Penkova.

## Inszenierungen
- 2009: Hans im Glück, Pankow, Volksbühne am Rosa-Luxemburg-Platz, Berlin[4]
- 2009: Der Bauch, Kurt Bartsch, Volksbühne am Rosa-Luxemburg-Platz, Berlin[3]
- 2011: Revolte auf Côte 3018, Horvath, Volksbühne am Rosa-Luxemburg-Platz, Berlin[2]
- 2013: Die heilige Johanna der Schlachthöfe, Brecht, TUZ Saratow, Russland[13]
- 2013: Die Verwandlung, Kafka, Heimathafen Neukölln, Berlin[14]
- 2014: Der Jasager und der Neinsager, Brecht, Dramatisches Theater Perm, Russland[9]
- 2014: Der goldene Drache, Schimmelpfennig, Dramatisches Theater Serow, Russland[15]
- 2014: Richard III., Shakespeare, Dramatisches Theater Perm, Russland[16]
- 2014: Endstation Sehnsucht, Williams, Dramatisches Theater Serow, Russland[10]
- 2015: Seymour, Anne Lepper, Vaba Lava Tallinn, Estland[17]
- 2015: Trauer muss Elektra tragen, O’Neill, 5. Theater Omsk, Russland[18]
- 2015: Das Schloss, Kafka, Tschechow-Kunsttheater Moskau[19]
- 2015: Dogville, von Trier, Dramatisches Theater Perm, Russland[20]
- 2015: Die Mutter, Brecht, Taganka-Theater Moskau[21]
- 2016: Was ihr wollt, Shakespeare, TUZ Krasnojarsk, Russland[22]
- 2016: Dekalog, Kieslowski, Dramatisches Theater Perm, Russland[23]
- 2017: Süßer Vogel Jugend, Williams, Theater Globus Novosibirsk[24]
- 2017: Die Affäre Rue de Lourcine, Labiche, Dramatisches Theater Norilsk[25]
- 2017: Orpheus steigt herab, Williams, Dramatisches Theater Omsk, Russland[26]
- 2018: Der Diener zweier Herren, Goldoni, Staatstheater Darmstadt[27]
- 2018: Die Schneekönigin, Andersen, Dramatisches Theater Perm, Russland[28]
- 2019: Geschichten aus dem Wiener Wald, Horvath, Dramatisches Theater Novokuznetsk, Russland[29]
- 2019: Die Frau vom Meer, Ibsen, Teatrul Tony Bulandra Târgoviște, Rumänien[30]
- 2019: Wintersonnenwende, Schimmelpfennig, Gesher Theater Tel Aviv, Israel[8]
- 2019: Taxi Driver, Schrader, Taganka-Theater Moskau[31]
- 2020: Der nackte Wahnsinn, Frayn, Volkstheater Rostock[32]
- 2020: Der Idiot, Dostojewskij, Staatstheater Darmstadt[33][34]
- 2020: Der Drache, Schwarz, Staatstheater Augsburg[35]
- 2021: Insulted. Belarus(sia), Kureichik, Staatstheater Augsburg[36]
- 2021: Frau von früher, Schimmelpfennig, Dramatisches Theater Beresniki, Russland[37]
- 2022: Bunbury, Wilde, Staatstheater Darmstadt[38]
- 2022: Finsternis, Enia, TD Berlin[39]
- 2023: Fräulein Agnes, Kricheldorf, Theater Regensburg[40]
- 2023: Drei Schwestern in Moskau, nach Tschechow und einem realen Verbrechen aus dem heutigen Russland, Staatstheater Augsburg[41]
- 2023: Pagliacci, Leoncavallo, RathausOper Konstanz[42]
- 2024: non-existent, Vorozhbyt, Schauspiel Essen[43]
- 2024: Donezk.UA, Penkova, TD Berlin[44]
- 2024: What the butler saw, Orton, Staatstheater Darmstadt[45]
- 2025: Mord im Orient-Express, Christie/Ludwig, Staatstheater Augsburg[46]
- 2025: Fahrenheit 451, Bradbury, Stadttheater Ingolstadt[47]
- 2025: Abu Hassan, Weber, RathausOper Konstanz[48]